# Doryctophasmus ferrugineiceps
Doryctophasmus ferrugineiceps är en stekelart som beskrevs av Günther Enderlein 1912. Doryctophasmus ferrugineiceps ingår i släktet Doryctophasmus och familjen bracksteklar. Inga underarter finns listade i Catalogue of Life.